# Campeonato Mundial de Ciclismo em Estrada de 1964

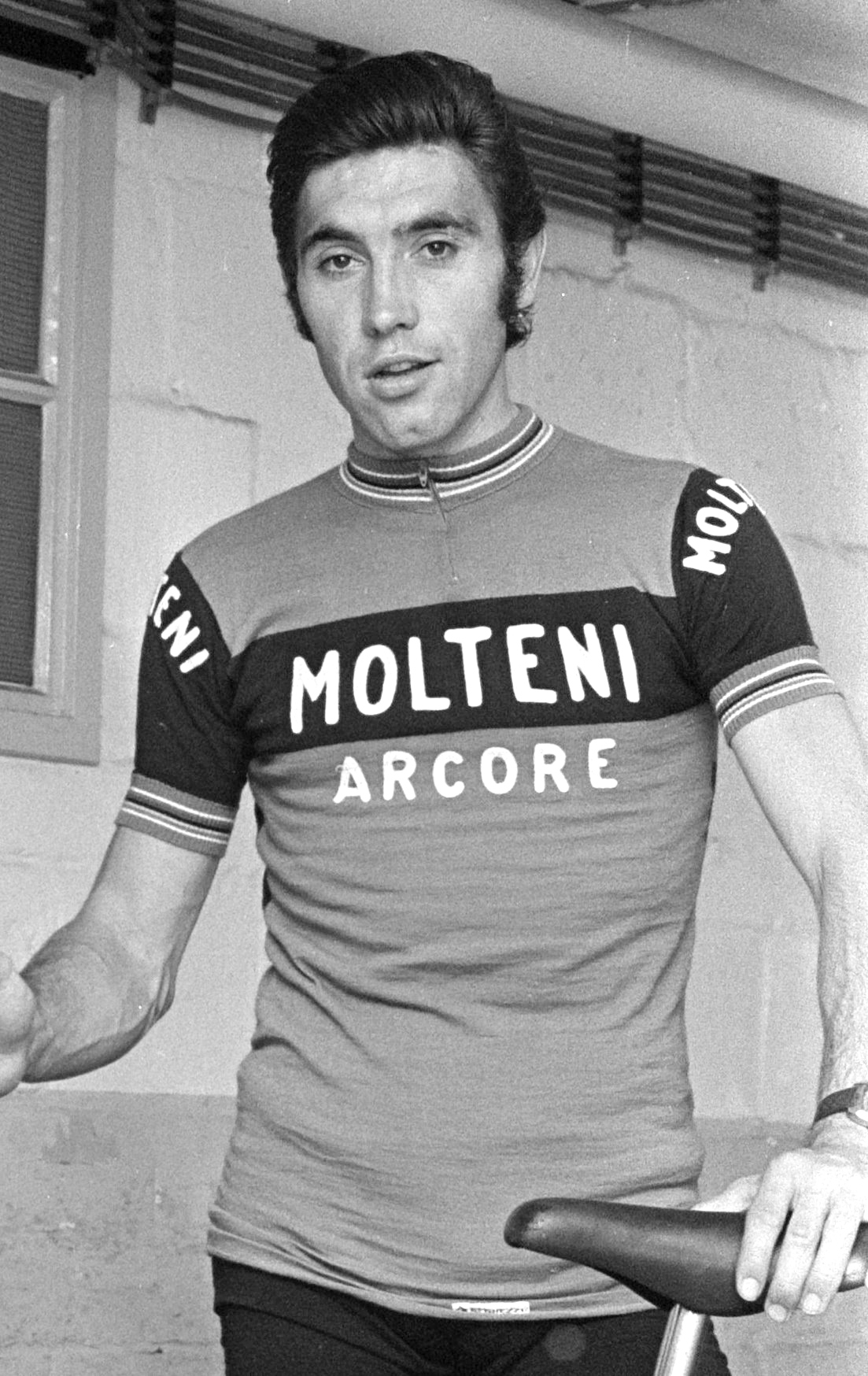
1973 no ciclismo (esporte), Eddy Merckx, Molteni, fotografias de retrato de Bert Verhoeff

Os Campeonatos do mundo de ciclismo de estrada de 1964 celebrou-se na localidade francesa de Sallanches entre 3 e 6 de setembro de 1964.

## Resultados
| Evento                       | Ouro                                                                              | Ouro           | Prata                                                                                          | Prata    | Bronze                                                                                    | Bronze   |
| ---------------------------- | --------------------------------------------------------------------------------- | -------------- | ---------------------------------------------------------------------------------------------- | -------- | ----------------------------------------------------------------------------------------- | -------- |
| Provas masculinas            |                                                                                   |                |                                                                                                |          |                                                                                           |          |
| Homens - carreira em linha   | Jan Janssen · Países Baixos                                                       | 7 h 35 min 52s | Vittorio Adorni · Itália                                                                       | m.t.     | Raymond Poulidor · França                                                                 | m.t.     |
| Contrarrelógio por equipes   | Itália · Severino Andreoli · Luciano Dalla Bona · Pietro Guerra · Ferruccio Manza | 2h 07' 20"     | Espanha · Ramón García Such · José Ramón Goyeneche · Ramón Sáez Marzo · Luis Pedro Santamarina | + 3' 47" | Bélgica · René Heuvelmans · Roland De Neve · Roland Van De Rijse · Albert Van Vlierberghe | + 3' 51" |
| Amador - carreira em linha   | Eddy Merckx · Bélgica                                                             | 4h 39' 10"     | Willy Planckaert · Bélgica                                                                     | + 0' 27" | Gösta Pettersson · Suécia                                                                 | m.t.     |
| Provas femininas             |                                                                                   |                |                                                                                                |          |                                                                                           |          |
| Mulheres - carreira em linha | Emīlija Sonka · União Soviética                                                   | 1h 44' 37"     | Galina Yúdina · União Soviética                                                                | m.t.     | Rosa Sels · Bélgica                                                                       | m.t.     |